# جان چارلز فیلدز
جان چارلز فیلدز (انگلیسی: John Charles Fields؛ زاده ۱۴ مهٔ ۱۸۶۳ – درگذشته ۹ اوت ۱۹۳۲) یک دانشمند در زمینهٔ ریاضیات اهل کانادا و بنیان‌گذار مدال فیلدز برای موفقیت‌های برجسته در ریاضیات بود. نخستین مدال فیلدز در سال ۱۹۳۶ اهدا شد و از سال ۱۹۵۰ به این‌سو این مدال هر چهار سال یکبار در در کنگرهٔ بین‌المللی ریاضیدانان به دو، سه یا چهار دریافت کنندهٔ زیر ۴۰ سال اهدا گردیده‌است.

## زندگی
فیلدز متولد همیلتون، انتاریو، صاحب یک فروشگاه چرم بود، فارغ‌التحصیل از مؤسسه همیلتون کالج در سال ۱۸۸۰ و دانشگاه تورنتو در سال ۱۸۸۴ قبل از رفتن به ایالات متحده برای تحصیل در دانشگاه جانز هاپکینز در بالتیمور، مریلند. فیلدز دریافت دکترای خود را در سال ۱۸۸۷، پایان‌نامه او، تحت عنوان و راه حل‌های محدود نمادین و حل‌های توسط انتگرال معین، معادله‌ی  dny/dxn = xmy ، در مجله آمریکایی ریاضیات در سال ۱۸۸۶ منتشر شد.
فیلدز برای دو سال در جانز هاپکینز تدریس می‌شود قبل از پیوستن به دانشکده کالج Allegheny در Meadville، پنسیلوانیا. در آن زمان، با تحقق بخشیدن به تحقیقات ریاضی در آمریکای شمالی، او در سال ۱۸۹۱ برای اروپا ترک کرد، عمدتاً در برلین، گوتینگن و پاریس قرار گرفت، جایی که او با برخی از بزرگترین ذهنهای ریاضی زمان، از جمله کارل وایرشتراس، فلیکس کلین، فردیناند جورج فبرنیوس و ماکس پلانک. فیلدز همچنین دوستی با Gösta Mittag-Leffler را آغاز کرد، که طول عمر آن‌ها را تحمل می‌کرد. او شروع به انتشار مقالات بر روی یک موضوع جدید، توابع جبری، که ثابت می‌کند که زمینه مفیدترین تحقیقات حرفه‌ای خود را.
فیلدز در سال ۱۹۰۲ به کانادا برگزیده شد تا در دانشگاه تورنتو سخنرانی کند. او در کشور خود از تولدش خستگی ناپذیری برای افزایش ریاضیات در محافل علمی و عمومی کار کرد. او با موفقیت به مجلس قانونگذاری انتاریو برای کمک هزینه تحصیلی ۷۵٬۰۰۰ دلاری برای این دانشگاه لابی کرد و به ایجاد شورای تحقیقات ملی کانادا و بنیاد پژوهشی انتاریو کمک کرد. فیلدها از سال ۱۹۱۹ تا ۱۹۲۵ به عنوان رئیس مؤسسه سلطنتی کانادایی خدمت می‌کردند، در طی آن زمان او تمایل داشت که این مؤسسه را به عنوان مرکز پیشرو در زمینه تحقیقات علمی بپوشاند، هرچند با موفقیت مخلوط شده‌است. اما تلاش‌های او در ساختن کنفرانس بین‌المللی ریاضیدانان (ICM) 1924 در تورنتو بسیار مهم بود. [۲] او سخنگوی ICM در سال ۱۹۱۲ در کمبریج [۳]، در سال ۱۹۲۴ در تورنتو و در سال ۱۹۲۸ در بولونیا بود.
فیلدز برای پیشرفت مدال فیلدز، شناخته شده‌است، که بعضی از آن‌ها جایزه نوبل ریاضی را در نظر گرفته‌اند، هرچند که بین جوایز تفاوت وجود دارد. اولین بار در سال ۱۹۳۶ اهدا شد، مدال مجدداً در سال ۱۹۵۰ مجدداً به اجرا درآمد و هر چهار سال یکبار از آن استفاده شده‌است. این مدال هر چهار سال به دو تا چهار ریاضیدانان زیر ۴۰ سال اعطا می‌شود که سهم مهمی را در این زمینه اختصاص داده‌اند.
فیلدز شروع برنامه‌ریزی جایزه در اواخر دهه ۱۹۲۰ بود، اما با توجه به بدتر شدن سلامت، هرگز از اجرای مدال در طول عمر وی دیده نشد. او در ۹ اوت ۱۹۳۲ پس از یک بیماری سه‌ماهه فوت کرد. در اراده او، ۴۷۰۰۰ دلار برای صندوق مدال فیلد گذاشت.
فلیدز به عنوان عضو انجمن سلطنتی کانادا در سال ۱۹۰۷ و همکار انجمن سلطنتی لندن در سال ۱۹۱۳ انتخاب شد.
مؤسسه Fields در دانشگاه تورنتو به افتخار او نامگذاری شد.